# أوي زاكس
أوي زاكس (بالألمانية: Uwe Sachs)‏ هو مصارع هاوي ألماني، ولد في 5 أبريل 1959 في فرايبورغ في ألمانيا.

## وصلات خارجية
- أوي زاكس على موقع قاعدة بيانات المصارعة الدولية (الإنجليزية)
- أوي زاكس على موقع أوليمبيديا (الإنجليزية)